# Ludovic Beyhurst
Ludovic Benjamin Beyhurst (Strasburgo, 5 gennaio 1999) è un cestista francese.

## Palmarès
- Coppa di Francia: 1

Strasburgo: 2017-18
- Leaders Cup: 1

Strasburgo: 2019